# Schriften von Charles Sanders Peirce

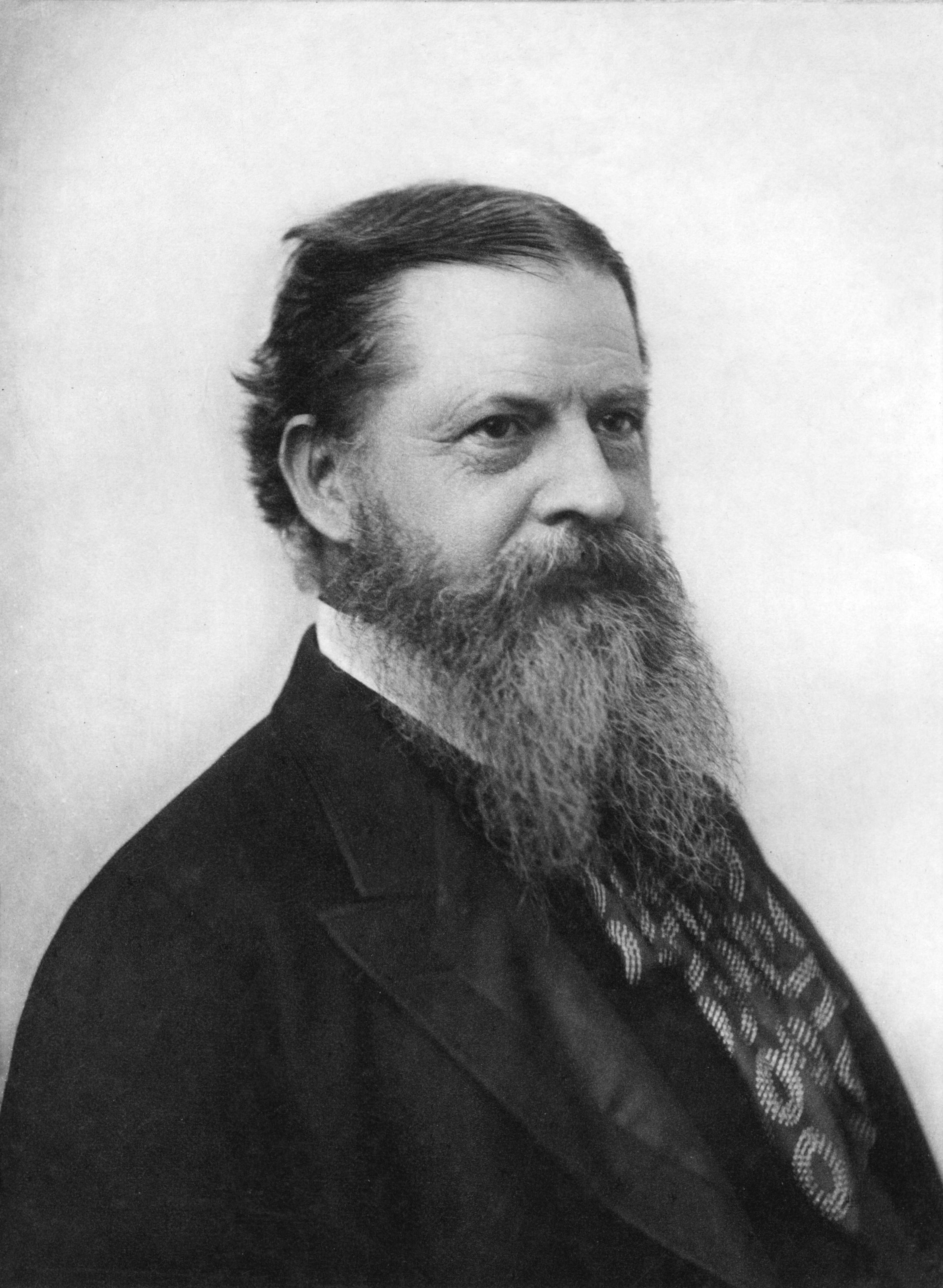
Charles Sanders Peirce (1891)

Das nachfolgende Verzeichnis der Schriften von Charles Sanders Peirce dient als Ergänzung zum Verzeichnis der Werke von Peirce im Hauptartikel.

## Vorbemerkung
Peirce hat seine Arbeiten niemals in Monographien veröffentlicht, sondern in Zeitschriftenaufsätzen und Lexikonartikeln. Darüber hinaus gibt es eine Reihe von Vorlesungsmanuskripten sowie eine außerordentlich große Zahl von überwiegend handschriftlichen Manuskripten für weitere Aufsätze und geplante Bücher. Das Werk, soweit es überhaupt veröffentlicht ist, ist daher nur in den Collected Papers und einer Reihe von Anthologien verfügbar. Die Manuskripte sind mikroverfilmt. Im Werkverzeichnis des Hauptartikels sind die wesentlichen Sammelbände verzeichnet.
In der Sekundärliteratur zu Peirce hat es sich eingebürgert, Peirce anhand der verfügbaren Werkausgaben zu zitieren, ohne den jeweiligen Titel der einzelnen Arbeit und deren Veröffentlichungszeitpunkt zu nennen.
Dieses (unvollständige) Verzeichnis gibt eine Hilfestellung zur Entschlüsselung der jeweiligen Kurzzitate. Es besteht aus zwei Teilen:
- Zunächst wird das Inhaltsverzeichnis der Collected Papers wiedergegeben und unterhalb der einzelnen Gliederungspunkte die darin enthaltenen Titel mit den entsprechenden Seitenangaben. Soweit in den Collected Papers zusammenhängende Arbeiten auseinandergerissen und an verschiedenen Stellen vorzufinden sind, werden die entsprechenden Querverweise mit aufgeführt. Zusätzlich enthalten sind Hinweise auf den Zeitpunkt der Veröffentlichung bzw. der vermutlichen Entstehung.
- Die zweite Liste ist chronologisch sortiert und benennt die möglichen Fundstellen in den Sammelbänden. Sie ist notwendig umfangreicher, weil hierin auch nicht in den Collected Papers veröffentlichte Schriften und Manuskripte von Peirce erfasst sind.

(Die Angaben sind überwiegend den Inhalts- und Literaturverzeichnissen der Sekundärliteratur entnommen.)

## Collected Papers

### Vol. I. Principles of Philosophy
1931, (2. Aufl. 1959, 3. Aufl. 1965)

1. Book I. General Historical Orientation
2. Book II. The Classification of the Sciences
3. Book III. Phenomenology
4. Book IV. The Normative Sciences

- Lowell Lectures on Logic, 15-26, 521-544, 611-615, 4.510-529, 5.590-604, 6.88-97, 7.110-130, 7.182n7, 8.176 (1903)
- Notes on the Questions of the Existence of an External World, 36-39 teilweise (ca. 1890)
- Lessons from the History of Science, 43-125 (ca. 1896)
- Sketch of Some Proposed Chapters on the Sect of Philosophy Called Pragmatism, 126-129 Teile (1905)
- F.R.L. (First Rule of Logic), manuscript, 135-140 (1899)
- Fallibilism, Continuity, and Evolution, 141-175 (1897)
- Architectonic Character of Philosophy, 176-179 (1893)
- On Some Topics of Logic (Lowell Lectures: Syllabus), 1.180-202, 2.219-226, 274-277, 283-284, 292-294, 309-331, 4.394-417 (1903)
- Logic viewed as Semeiotics, Introduction, Number 2: Phaneroscopy, 285-287 und 1.304 Teile (1904)
- Prolegomena to an Apology for Pragmaticism, 288-292 Teile (1906)
- Phaneroscopy, 4.534n1, 4.6-11, 4.553n1, 1306-311 (1906)
- The Basis of Pragmaticism, 1.294-299, 1.313, 1.313n, 1.350-352 Teile (1905)
- The List of Categories. A Second Essay, 300-301, 293, 303, 326-329 (1894)
- Phaneroscopy: Or, The natural History of Concepts, 332-336 Teile
- The Reality of Thirdness (from the "Lowell Lectures"), 343-352 (1903)
- A Guess at the Riddle 354, 1-2, 355-368, 373-375, 379-383, 385-416 (1888)
- One, Two, Three: Fundamental Categories of Thought and of Nature 369-372 und 376-378 Teile (1885)
- The Logic of Mathematics: An Attempt to Develop my Categories from within, 417-520 (ca. 1896)
- On a New List of Categories, 545-559 (1867)
- A Survey of Pragmaticism, 1.560-562, 5.11-13, 5.464-496 (1907)
- The Categorical and Hypothetical Propositions are one in essence with some connected matters, 332-339, 278-280, 564-567, 2.340-356 Teile (ca. 1897)
- The Basis of Pragmaticism in the Normative Sciences 573-574, 5.549-554, 5448n (1906)
- Ultimate Goods (from "Minute Logic"), 575-584 (1902)
- Ideals of Conduct (from the "Lowell Lectures"), 591-615 (1903)
- The Cambridge Conferences Lectures of 1898, 1.616-648 (Theory and Practice), 5.574-589, 7.135-140, 1.135-140, 6.185-213 (1898)

### Vol. II. Elements of Logic
1931, (2. Aufl. 1959, 3. Aufl. 1965)

1. Book I. General and Historical Survey of Logic
2. Book II. Speculative Grammar
3. Book III. Critical Logic

- Minute Logic I: Intended Characters of this Treatise, 1-118 (1902)
- Objective Logic (from "Minute Logic"), 111-118 (1902)
- Minute Logic II: Pre-logical Notations, 2: Why Study Logic?, 119-218
- Direct Knowledge (from "Minute Logic"), 140-143 (1902)
- On Some Topics of Logic (Lowell Lectures: Syllabus), 1.180-202, 2.219-226, 274-277, 283-284, 292-294, 309-331, 4.394-417 (1903)
- On Signs. Ground, Object, and Interpretant, 227-229 und 2.444n.l (1897)
- Nomenclature and Division of Triadic Relations, as far as they are determined (a manuscript continuation of the Syllabus) 233-272 (1903)
- Grand Logic, The Art of Reasoning, Chapter II: What is a Sign? 281, 285, 297-302 (Teile) (1894)
- Short Logic of Reasoning in General , 286-291, 295-296, 435-443, 7.555-558 (1895)
- Sign, Baldwin’s Dictionary of Philosophy & Psychology II, 303-304 (1902)
- Symbol, Baldwin’s Dictionary of Philosophy & Psychology II 307-308 (1902)
- The Categorical and Hypothetical Propositions are one in essence with some connected matters, 1.332-339, 1.278-280, 1.564-567, 2.340-356 Teile (ca. 1897)
- Subject (in logic), Baldwin’s Dictionary of Philosophy & Psychology II, 357 (1902)
- Upon Logical Comprehension and Extension, 391-426 (1868)
- Supplement to Peirce 1867 (Specimen): Upon Logical Comprehension and Extension, 427-430 (1893)
- On the Natural Classification of Arguments, 461-516 (1867)
- Note A. Extension of the Aristotelian Syllogistic, 517-531 (1883)
- Logical Contraposition and Conversion, 550 (1876)
- Leading Principle, Baldwin’s Dictionary of Philosophy & Psychology II, 588-589 (1902)
- Deduction, Induction and Hypothesis, 619-644 (1878)
- The Doctrine of Chances, 645-668 (1878)
- The Probability of Induction, 669-693 (1878)
- A Theory of Probable Inference, 694-754 (1883)
- Reasoning, Baldwin’s Dictionary of Philosophy & Psychology II, 773-778 (1902)
- Validity, Baldwin’s Dictionary of Philosophy & Psychology II, 779-781 (1902)
- Memoranda Concerning the Aristotelian Syllogism 792-807 (1866)

### Vol. III. Exact Logic (Published Papers)
1933, (2. Aufl. 1960, 3. Aufl. 1961, 4. Aufl. 1974)

1. I. On an Improvement in Boole’s Calculus of Logic, 1-19 (1867)
2. II. Upon the Logic of Mathematics, 20-44 (1867)
3. III. Description of a Notation for the Logic of Relatives, Resulting from an Amplification of the Conceptions of Boole’s Calculus of Logic, 45-149 (1870)
4. IV. On the Application of Logical Analysis to Multiple Algebra, 150-151 (1875)
5. V. Note on Grassmann’s Calculus of Extension, 152-153 (1877)
6. VI. On the Algebra of Logic, 154-251 (1880)
7. VII. On the Logic of Number, 252-288 (1881)
8. VIII. Notes and two Addenda to Benjamin Peirce’s “Linear Associative Algebra”, 289-305 (1881)
9. IX. Brief Descriptions of the Algebra of Relatives, 306-322 und 294 (1882)
10. X. On the Relative Forms of Quaternions (1882)
11. XI. On a Class of Multiple Algebras (1882)
12. XII. The Logic of Relatives (1883) (328-358) (aus: Studies in Logic)
13. XIII. On the Algebra of Logic: A Contribution to the Philosophy of Notation, 359-403 (1885)
14. XIV. The Critic of Arguments (1892) (404-414: Exact Thinking; 415-418: the Reader is introduced to Relatives)
15. XV. The Regenerated Logic, 425-455 (1896)
16. XVI. The Logic of Relatives (1897) 456-552 (The Monist 7, 161-217) (1897)
17. XVII. The Logic of Mathematics in Relation to Education, 553-562 (1898)
18. XVIII. Infinitesimals, 563-570 (1900)
19. XIX. Nomenclature and Division of Dyadic Relations, 571-587 (1903)
20. XX. Notes on Symbolic Logic and Mathematics (1901 und 1911)

### Vol. IV. The Simplest Mathematics
1. Book I. Logic and Mathematics
2. Book II. Existential Graphs
3. Book III. The Amazing Mazes

- Phaneroscopy, 4.534n1, 4.6-11, 4.553n1, 1306-311 (1906)
- A Boolean Algebra with One Constant, 12-20
- Grand Logic, Division III, Substantial Study of Logic, Chapter VI: The Essence of Reasoning 53-56 und 61-79 (in Teilen) (1894)
- Multitude and Number, 170-226 (1897)
- Minute Logic III, (227-323) (darin: The Simplest Mathematics §1: The Essence of Mathematics, 227-244) (1902)
- First Definition of Ordinals (Topics), 331-340 (Teile) (1904)
- On Some Topics of Logic (Lowell Lectures: Syllabus), 1.180-202, 2.219-226, 274-277, 283-284, 292-294, 309-331, 4.394-417 (1903)
- Logical Tracts. No 2. On Existential Graphs, Euler’s Diagrams, and Logical Algebra 418-509
- Lowell Lectures on Logic, 1.15-26, 1.521-544, 1.611-615, 4.510-529, 5.590-604, 6.88-97, 7.110-130, 7.182n7, 8.176 (1903)
- Prolegomena for an Apology to Pragmaticism, 530-572 (1906)
- The Bed-Rock Beneath Pragmaticism, 561n, 4553n2 (1908)
- Some Amazing Mazes, 585-593 (1908)
- Some Amazing Mazes (Conclusion), Explanation of curiosity the First, 594-642 (1908)
- Some Amazing Mazes, A Second Curiosity, 643-646 (1909)

### Vol. V. Pragmatism and Pragmaticism
1934 (2. Aufl. 1960, 3. Aufl. 1965)

1. Book I. Lectures on Pragmatism
2. Book II. Published Papers

- A Definition of Pragmatic and Pragmatism, 1-4 (1902)
- Pragmatism 5-10 (1905)
- A Survey of Pragmaticism, 1.560-562, 5.11-13, 5.464-496 (1907)
- Lectures on Pragmatism, 14-212 (1903)
- Questions Concerning Certain Faculties Claimed for Man, 213-263 (1868)
- Some Consequences of Four Incapacities, 264-317 (1868)
- Grounds of Validity of the Laws of Logic: Further Consequences of Four Incapacities, 318-357 (1868)
- The Fixation of Belief, 358-387
- How to Make Our Ideas Clear, 388-410 (Incl. Clearness of Apprehension aus: Grand Logic)
- What Pragmatism Is, 411-437 (1905)
- Issues of Pragmaticism 438-463 (1905)
- A Survey of Pragmaticism, 464-496 (1907)
- Pragmatism and Critical Common-Sensism 497-501 (1905)
- Consequences of Critical Common-Sensism, 502-537 (1905)
- Reason’s Rules (Practical and Theoretical Belief), 538-545 (1902)
- The Basis of Pragmaticism in the Normative Sciences 1.573-574, 5.549-554, 5.448n (1906)
- Truth and Falsity (1) and (2) Error, Baldwin’s Dictionary of Philosophy & Psychology II, 565-573 (1902)
- The Cambridge Conferences Lectures of 1898, 1.616-648, 5.574-589, 7.135-140, 1.135-140, 6.185-213 (1898)
- Lowell Lectures on Logic, 1.15-26, 1.521-544, 1.611-615, 4.510-529, 5.590-604, 6.88-97, 7.110-130, 7.182n7, 8.176 (1903)
- Mr. Peterson’s Proposed Discussion, 610-614 (1906)

1. Book III. Unpublished Papers

### Vol. VI. Scientific Metaphysics
1934 (2. Aufl. 1935, 3. Aufl. 1965)

1. Book I. Ontology and Cosmology
2. Book II. Religion

- The Architecture of Theories, 7-34 (The Monist 1, 161-176) (1891)
- The Doctrine of Necessity Examined, 35-65 (The Monist 2, 321-337) (1892)
- Lowell Lectures on Logic, 1.15-26, 1.521-544, 1.611-615, 4.510-529, 5.590-604, 6.88-97, 7.110-130, 7.182n7, 8.176 (1903)
- The Law of Mind, 102-163 (The Monist 2, 533-559) (1892)
- A Sketch of Logical Critic, 182 (ca. 1911)
- The Cambridge Conferences Lectures of 1898, 1.616-648, 5.574-589, 7.135-140, 1.135-140, 6.185-213 (1898)
- Notes for 8 Lectures (N8) 222-237 (1898)
- Man's Glassy Essence, 238-271 (The Monist 3, 1-22) (1892)
- The Connection between Mind and Matter, 272-277 (1893)
- Grand Logic (Book I) Division II Transcendental Logic, Chapter III: The materialistic Aspect of Reasoning 278-286 (1893)
- Evolutionary Love, 287-317 (The Monist 3, 176-200) (1893)
- Reality and Existence (from "Minute Logic"), 349 (1902)
- Minute Logic IV (a digression) 349-352 (1902)
- The Order of Nature, 395-427 (1878)
- A Neglected Argument for the Reality of God, 452-485 (The Hibbert Journal 7, 90-112) (1908)
- Answers to Questions about my Belief in God, 494-501 und 502-521 Teile (1906)
- Criticism on ‘Phantasms of the Living’, An Examination of an Argument of Messrs. Gurney, Myers and Podmore, Proceedings of the American Society of Psychological Research 1, 150-157; Mr. Peirce Rejoinder 180-215, 6.549 und 7.597n3 (1887)
- Science and Immortality, The Christian Register 548-556 (1887)
- Logic and Spiritualism, 557-587 (ca. 1890)
- Reply to the Necessitarians, 588-618 (The Monist 3, 526-570) (1893)
- Nominalism versus Realism, 619-624 (1868)
- What is Meant by ‘Determined’ 625-630 (1868)

### Vol. VII. Science and Philosophy
1958 (2. Aufl. 1966, 3. Aufl. 1979)

1. Book I. Experimental Science
2. Book II. Scientific Method
3. Book III. Philosophy of Mind

- On Small Differences on Sensation, 21-35 (1884)
- Guessing 36-48 Teile (1907)
- Introductory Lecture on the Study of Logic, 59-76
- Lowell Lectures on Logic, 1.15-26, 1.521-544, 1.611-615, 4.510-529, 5.590-604, 6.88-97, 7.110-130, 7.182n7, 8.176 (1903)
- The Logic of Science, Auszug aus den Lowell Lectures von 1866, 131-138 (1866)
- The Cambridge Conferences Lectures of 1898, 1.616-648, 5.574-589, 7.135-140, 1.135-140, 6.185-213 (1898)
- Application of C.S. Peirce to the Executive committee of the Carnegie Institution 158-161 und 8.176n3 Teile (1902)
- On the Logic of Drawing History from Ancient Documents Especially from Testimonies, 162-255 (1901)
- Concluding Remarks to Lectures on the History of Science, 267-275 (1893)
- The Logic of 1873, 313-361 (1873)
- Grand Logic, Book I: Of Reasoning in General. Introduction. The Association of Ideas, 388-425 (Teile) (1893)
- The Marriage of Religion and Science, 428-434 (The Open Court 7, 3551-3560) (1893)
- What is Christian Faith, 435-448 (The Open Court 7, 3743-3745) (1893)
- Habit, 468-517 (1898)
- On Topical Geometry in General, 524-538 (1899)
- Forms of Consciousness, 539-552 (no date)
- Short Logic of Reasoning in General, 2.286-291, 295-296, 435-443, 555-558 (1895)
- Grand Logic (Book I, Division II) Chapter IV: What is the Use of Consciousness? 559-564 (1893)
- Immortality in the Light of Synechism, 565-578 (1892)
- The Logic of Science, Auszug aus den Lowell Lectures von 1866 (XI. Lecture), 579-596 (1866)
- Criticism on ‘Phantasms of the Living’, An Examination of an Argument of Messrs. Gurney, Myers and Podmore, Proceedings of the American Society of Psychological Research 1, 150-157; Mr. Peirce Rejoinder 180-215, (CP 6.549 und 7.597n3) (1887)
- Telepathy and Perception, 597-688 teilweise (1903)

### Vol. VIII. Reviews, Correspondence, and Bibliography
1958 (2. Aufl. 1966, 3. Aufl. 1979)

1. Book I. Reviews
2. Book II. Correspondence
3. Bibliography

- John Venn’s The Logic of Chance, 1-6 (1867)
- Review: Fraser's Edition of the Works of George Berkeley, 7-38 (1871)
- Review: Josiah Royce, The Religious Aspect of Philosophy, 39-54 (1885)
- Review of William James’s The Principles of Psychology, 55-71 (1891)
- Questions on William James’ "Principles of Psychology" (15 der 45 notierten kritischen Fragen) 72-90 (1891)
- Pearson's Grammar of Science, 132-156 (1901)
- Review of ‘The World and the Individual’. By Josiah Royce, 100-107 (1900)
- Lowell Lectures on Logic, 1.15-26, 1.521-544, 1.611-615, 4.510-529, 5.590-604, 6.88-97, 7.110-130, 7.182n7, 8.176 (1903)
- Application of C.S. Peirce to the Executive committee of the Carnegie Institution 7.158-161 und 8.176n3 (Teile) (1902)
- Draft of a Letter to William James, February 26th ,177-185 Teile (1909)
- Draft of a Letter to „My Dear Dr. Carus“, 214-238 (1910)
- To Signor Calderoni, On Pragmaticism, 205-213 (1905)
- Letter to William James, March 14th , 314 (1909)
- Letter to William James, April 1st , 315 (1909)
- Letter to F.C.S. Schiller, 319-320 (1906)
- From a letter dated “1904 Oct. 12” to “My dear Lady Welby” 327-341 (1904)
- From a partial draft of a letter to Lady Welby 342-379 (1908)
- On Non-Euclidean Geometry, 8.93n2 Teil (ca. 1894)

## Chronologische Übersicht

### Abkürzungen
Abkürzungen für Zeitschriften
AJM:	America Journal of Mathematics
JHUC:	Johns Hopkins University Circulars
JoSP:	Journal of Speculative Philosophy
MAAS:	Memoirs of the American Academy of Arts and Sciences
PAAAS Proceedings of the American Academy of Arts and Sciences
PSM:	Popular Science Monthly
Abkürzungen der Sammelwerke
MS=Microfilm Edition nach dem Annotated Catalogue of the Papers of Charles S. Peirce von Richard S. Robin, Amherst/Mass. 1967
NEM=The New Elements of Mathematics by Charles S. Peirce. 4 Bände. Hrsg. von Carolyn Eisele, Den Haag u. a. 1976.
S&S=Semiotic and Significs: The Correspondence between Charles S. Peirce and Victoria Lady Welby, hrsg. von Charles S. Hardwick, Bloomington/London 1977
HP=Historical Perspectives on Peirce's Logic of Science: A History of Science 2 Bände. Hrsg. von Carolyn Eisele, Berlin/New York/Amsterdam 1985
EP=The Essential Peirce. Selected Philosophical Writings, Band 1 (1867-1893) hrsg. von Nathan Houser und Christian Kloesel, Bloomington/Indianapolis 1992, ISBN 0-253-32849-7; Band 2 (1893-1913) hrsg. vom Peirce Edition Project, Bloomington/Indianapolis 1998, ISBN 0-253-21190-5
EW=The Essential Writings. Hrsg. von Edward C. Moore, Prometheus Books, Amherst, N.Y. 1998, ISBN 1-57392-256-0
W=Writings of Charles S. Peirce: A Chronological Edition. Hrsg. vom Peirce Edition Project. Indiana University Press, Indianapolis, Bloomington 1982ff. (Bisher 6 Bände, geplant 30 Bände)
PP=Pragmatism as a Principle and Method of Right Thinking. Hrsg. von Patricia Ann Turisi. State University of New York Press, Albany, N.Y. 1997.
Deutsche Ausgaben
SPP=Karl-Otto Apel (Hrsg.): Schriften zum Pragmatismus und Pragmatizismus. Suhrkamp, Frankfurt/Main 1976, ISBN 3-518-06029-5
SS=Christian Kloesel, Helmut Pape (Hrsg.): Charles S. Peirce. Semiotische Schriften. 3 Bände. Suhrkamp, Frankfurt/Main 2000 (Bd. 1., 1865–1903, ISBN 3-518-29080-0; Bd. 2., 1903–1906, ISBN 3-518-29081-9; Bd. 3., 1906–1913, ISBN 3-518-29082-7)
PLZ=Helmut Pape (Hrsg.): Charles S. Peirce. Phänomen und Logik der Zeichen. Suhrkamp, Frankfurt/Main 1993, ISBN 3-518-28025-2
Rel= Hermann Deuser (Hrsg.): Charles S. Peirce. Religionsphilosophische Schriften. Meiner, Hamburg 1995, ISBN 3-7873-1202-1
NAT=Helmut Pape (Hrsg.): Naturordnung und Zeichenprozeß. Schriften über Semiotik und Naturphilosophie. Suhrkamp, Frankfurt/Main 1998, ISBN 3-518-28512-2
DLU=Kenneth Laine Ketner (Hrsg.): Das Denken und die Logik des Universums. Suhrkamp, Frankfurt/Main 2002, ISBN 3-518-58325-5
Elisabeth Walther (Hrsg.): Charles S. Peirce. Die Festigung der Überzeugung und andere Schriften. AGIS, Baden-Baden, 1986, 195 Seiten, Paperback, ISBN 3-87007-005-6
MS=Elize Bisanz (Hrsg.): Charles S.Peirce. The Logic of Interdisciplinarity.The Monist Series. Akademie Verlan, Berlin 2009, 455 Seiten.

### Bis 1879
- I, IT, and THOU: A Book giving Instruction in some of the Elements of Thought (W1, 45-47) (1861)
- On the Logic of Science, Harvard Lectures of 1865 (W1,162-302) (1865)
- An Unpsychological View of Logic to which are appended some applications of the theory to Psychology and other subjects (W1, 305-321) (1865)
- The Logic of Science; or; Induction and Hypothesis (Lowell Lectures of 1866), (W1, 358-504; tlw. CP 7.131-138 und 7.579-596)
- Memoranda Concerning the Aristotelian Syllogism (W1, 505-515; CP 2.792-807) (1866)
- On a Method Searching for the Categories, (MS 732; W1, 515-529) (1866)
- Specimen of a Dictionary of the Terms of Logic and allied Sciences: A to ABC (MS 145; W2, 105-121) (1867)
- On an Improvement in Boole's Calculus of Logic, PAAAS 7, 250-261 (W2, 12-23; CP 3.1-19) (1867)
- On the Natural Classification of Arguments, PAAAS 7, 261-287 (W2, 23-49; CP 2.461-516) (1867) (google books)
- On a New List of Categories, PAAAS 7 (1868) 287-298 (EP1, 1-10; W2, 49-59; CP 1.545-559) (Presented 1867) (wikisource, google books)
- Upon the Logic of Mathematics, PAAAS 7, 402-412 (CP 3.20-44) (1867)
- Upon Logical Comprehension and Extension, PAAAS 7, 416-432, (W2, 70-86; CP 2.391-426) (1867) (online, google books)
- John Venn’s The Logic of Chance, North American Review 105, 317-321 (CP 8.1-6) (1867) (online)
- Questions on Reality (MS 931; W2, 162-187, SS 160-187) (1868)
- Questions Concerning Certain Faculties Claimed for Man, JoSP 2, 103-114 (EP1, 11-27; W2, 193-211; P 26; CP 5.213-263, SPP 13-39) (1868)
- Some Consequences of Four Incapacities, JoSP 2, 140-157 (EP1, 28-55; W2, 211-242; CP 5.264-317; SPP 40-87) (1868)
- Grounds of Validity of the Laws of Logic: Further Consequences of Four Incapacities, JoSP 2, 193-208 (W2, 242-272; CP 5.318-357; SPP 88-105 Teile) (1868)
- What is Meant by ‘Determined’, JoSP 2, 190-191 (CP 6.625-630) (1868) (online)
- Nominalism versus Realism, JoSP 2, 57-61 (CP 6.619-624) (1868) (online)
- Professor Porter's Human Intellect, The Nation 8, 211-213 (18 March 1869). (W 2, 273-381) (online)
- The English Doctrine of Ideas, The Nation 9 (25. November 1869), 461-462. (W 2, 302-309) (online)
- Description of a Notation for the Logic of Relatives, Resulting from an Amplification of the Conception of Boole’s Calculus of Logic, MAAS, 1873, 317-378 (CP 3.45-149; W3, 359-429) auch als Buch bei Welch, Bigelow & Comp., Boston/Mass. 1870 (1870)
- Review: Fraser's Edition of the Works of George Berkeley, (W2, 462-486; CP 8.7-38; SPP 106-138 Teile) (1871)
- The Logic of 1873, (W3, 20-108; CP 7.313-361) (1873)
- On the Application of Logical Analysis to Multiple Algebra, PAAAS, n2, ws 10, 392-394 (CP 3.150-151 und 648) (1875)
- Logical Contraposition an Conversion, Mind 1, 424-425 (CP 2.550) (1876)
- Note on Grassmann’s Calculus of Extension, PAAAS, ns5 ws 13, 115-116 (CP 3.152-153) (1877)
- Logical Machines (W6, 65-74; NEM III 625-634) (1877)
- The Fixation of Belief, PSM 12, 1-15 (EP1, 109-123; W3, 242-257; CP 5.358-387; SPP 149-181) (1877) (wikisource)
- How to Make Our Ideas Clear, PSM 12, 286-302 (EP1, 124-141; W3, 257-276; CP 5.388-410; SPP 182-214) (1878) (wikisource)
- The Doctrine of Chances, PSM 12, 604-615 (W3, 276-290; CP 2.645-66; SPP 215-223 Teile) (1878)
- The Probability of Induction, PSM 12, 705-718 (EP1, 155-196; W3, 290-305; CP 2.669-693; SPP 224-228 Teile) (1878)
- The Order of Nature, PSM 13, 203-217 (CP 6.395-427) (1878)
- Deduction, Induction and Hypothesis, PSM 13, 470-482 (EP1, 186-199; W3, 323-338; CP 2.619-644; SPP 229-250) (1878)
- Photometric Researches by C.S. Peirce. Made in the Years 1872 - 1875, Engelmann, Leipzig 1878 (online)
- On the Ghosts in Rutherfurd's Diffraction-Spectra, AJM 2 (1879), 330-347
- A Quincuncial Projection of the Sphere, AJM 2 (1879), 394 - 396

### Bis 1889
- On the Algebra of Logic, AJM 3, 15-57 (CP 3.154-251) (1880)
- On the Logic of Number, AJM 4, 85-95 (CP 3.252-288) (1881)
- Notes and two addenda to Benjamin Peirce’s “Linear Associative Algebra”, AJM 4, 97-229 (CP 3.289-305) (1881)
- A Brief Description of the Algebra of Relatives, Privatdruck, 6 Seiten (CP 3.294 und 306-322) (1882)
- Introductory Lecture on the Study of Logic, JHUC 2:19, 11-12 (EP1, 214-214; W4, 378-382; CP 7.59-76) (1882)
- A New Rule for Division in Arithmetic, Science 2, 788-789 (1883)
- A Theory of Probable Inference, in: C.S. Peirce (ed.): Studies in Logic by Members of the Johns Hopkins University, Little, Brown and Co., Boston/Mass., 126-181 (W4, 408-450; CP 2.694-754) (1883) (Studies in Logic auf archive.org)
- Note A. Extension of the Aristotelian Syllogistic, in: C.S. Peirce (ed.): Studies in Logic by Members of the Johns Hopkins University, Little, Brown and Co., Boston/Mass., 182-186 (CP 2.517-531) (1883)
- Note B. The Logic of Relatives, in: C.S. Peirce (ed.): Studies in Logic by Members of the Johns Hopkins University, Little, Brown and Co., Boston/Mass., 187-203 (W4, 453-466; CP 3.328-358) (1883)
- Design and Chance (W4, 544-554, NAT 113-125) (1884)
- The Numerical Measure of Success of Predictions, a letter to the Editor, Science 4 (PDF; 457 kB), 453-454 (1884)
- The ‘Old Stone Mill’ at Newport, Science 4, 512-514
- On Small Differences on Sensation (mit J. Jastrow), Memoirs of the National Academy of Science 3, part I, 73-83 (CP 7.21-35) (1884)
- Review: Josiah Royce, The Religious Aspect of Philosophy, (CP 8.39-54; SPP 253-265) (1885)
- On the Algebra of Logic: A Contribution to the Philosophy of Notation, AJM 7, 180-202 (EP 1, 225-228 Teile; W5, 162-190, CP 3.359-403) (1885)
- One, Two, Three: Fundamental Categories of Thought and of Nature (W5, 242-247; MS 901; CP 1.369-372 und CP 1.376-378 Teile) (1885)
- Uncompleted review of T.K.Abbott’s translation of Kant’s Introduction into Logic, etc. Longmans Green&Co., 1885 (W5, 258-259; MS 1368; CP 1.35) (1885)
- Qualitative Logic (MS 582; W5, 323-371) (1886)
- The Logic of Relatives: Qualitative and Quantitative (MS 584; W5, 372-378) (1886)
- Quantitative Logic (MS 736; NEM4, 101-115) (ca. 1886)
- Logical Machines: Modern Logic, American Journal of Psychology 1, 165-170 (W6, 65-72; NEM III 625-632) (1887)
- Science and Immortality, The Christian Register (Beteiligung an einer Umfrage) (CP 6.548-556) (1887)
- Criticism on ‘Phantasms of the Living’, An Examination of an Argument of Messrs. Gurney, Myers and Podmore, Proceedings of the American Society of Psychological Research 1, 150-157; Mr. Peirce Rejoinder 180-215 (CP 6.549 und 7.597n3) (1887)
- A Guess at the Riddle (EP1, 245-279; W6, 165-210; MS 909; CP 1.354, 1.1-2, 1.355-368, 1.373-375, 1.379-383, 1.385-416; REL 112-170) (1888)
- Contributions to: The Century Dictionary and Cyclopedia (Einzelne Artikel in NAT 431-484) (1889)

### Bis 1899
- Logic and Spiritualism (CP 6.557-587) (ca. 1890)
- Notes on the Questions of the Existence of an External World (CP 1.36-39 teilweise) (ca. 1890)
- Evolution (MS 954, NAT 136-140) (ca. 1890)
- The Architecture of Theories (Manuskript) (MS 956; NAT 126-135) (ca. 1890)
- The Architecture of Theories, The Monist 1, 161-176 (EP1, 285-297; CP 6.7-34; SPP266-287; NAT 141-158) (1891)
- Review of William James’s The Principles of Psychology, The Nation 53 (2. July 1891), 15 und The Nation 53 (9. July 1891), 32-33 (CP 8.55-71)
- Questions on William James’ "Principles of Psychology" (15 der 45 notierten kritischen Fragen) (CP 8.72-90) (1891)
- Immortality in the Light of Synechism, (MS 886; CP 7.565-578) (ca. 1892)
- Pythogorics, The Open Court 6 3375-3377 (MS 888) (1892)
- Dmesis, The Open Court 6 3399-3402 (1892)
- The Critic of Arguments I: Exact Thinking, The Open Court 6, 3391-3394 (CP 3.404-414) (1892)
- The Critic of Arguments II: The Reader is introduced to Relatives, The Open Court 6-, 3416-3418 (CP 3.415-424) (1892)
- The Critic of Arguments III: Synthetical Propositions a priori (NEM4, 82-95 teilweise) (1892)
- The Doctrine of Necessity Examined, The Monist 2, 321-337 (CP 6.35-65; SPP 288-312; NAT 159-178) (1892)
- The Law of Mind, The Monist 2, 533-559 (EP1, 312-333; CP 6.102-163; NAT 179-209) (1892)
- Man's Glassy Essence, The Monist 3, 1-22 (CP 6.238-271; NAT 210-234) (1892)
- Evolutionary Love, The Monist 3, 176-200 (CP 6.287-317; NAT 235-263) (1893)
- Reply to the Necessitarians, The Monist 3, 526-570 (CP 6.588-618) (1893)
- Supplement to Peirce 1867 (Specimen): Upon Logical Comprehension and Extension (CP 2.427-430) (1893)
- The Marriage of Religion and Science, The Open Court 7, 3551-3560 (CP 7.428-434) (1893)
- Cogito ergo sum. A Letter to the Editor, The Open Court 7, 3702 (1893)
- What is Christian Faith, The Open Court 7, 3743-3745 (CP 7.435-448) (1893)
- Concluding Remarks to Lectures on the History of Science, (CP 7.267-275) (1893)
- Continuity and Hegel (MS 947) (ca. 1893)
- The Categories (MS 403) (1893), online (PDF; 182 kB) hrsg. von Joseph Ransdell
- Architectonic Character of Philosophy (MS 969; CP 1.176-179) (1893)
- The Connection between Mind and Matter (MS 937; CP 6.272-277) (1893)
- Grand Logic (Book I, Division II) Chapter IV: What is the Use of Consciousness? (MS 406; CP 7.559-564) (1893)
- Grand Logic (Book I) Division II Transcendental Logic, Chapter III: The materialistic Aspect of Reasoning (MS 405, CP 6.278-286) (1893)
- Grand Logic, Book I: Of Reasoning in General. Introduction. The Association of Ideas (MS 400; CP 7.388-425 Teile) (1893)
- Grand Logic, Methodology: The Doctrine of Definition and Division, chapter XVI: Clearness of Apprehension (MS 422; CP5.388-410 Teile als Kommentar zu: How to Make our Ideas Clear) (1893)
- Grand Logic, Division III, Substantial Study of Logic, Chapter VI: The Essence of Reasoning (MS 409; CP 4.53-56 und 4.61-79 in Teilen) (1894)
- Grand Logic, The Art of Reasoning, Chapter II: What is a Sign? (MS 404, EP2, 4-10; CP 2.281, 2.285, 2.297-302 Teile) (1894)
- On Natural Law and Chance (MS 875, NAT 113-125)
- The List of Categories. A Second Essay, (CP 1.300-301, 1.293, 1.303, 1.326-329) (1894)
- On Non-Euclidean Geometry (Manuskript) (MS 121; NEM III, 703-709; CP 8.93n2 Teil) (ca. 1894)
- Short Logic of Reasoning in General (MS 595; EP2, 11-26; CP 2.286-291, 2295-296, 2.435-443, 7.555-558) (1895)
- Elements of Mathematics (Manuskript) (MS 165; NEM II, 1-232) (ca. 1895)
- On Quantity with special reference to Collectional and Mathematical Infinity (MS 15; NEM IV, 265-284)
- The Logic of Mathematics: An Attempt to Develop my Categories from within (MS 900; CP 1.417-519) (ca. 1896)
- Lessons from the History of Science (CP 1.43-125) (ca. 1896)
- Andrew Dickson White’s “A History of the Warfare of Science with theology in Christendom”, The American historical Review 2, 107-113 (1896)
- Ernst Schroeder’s “Algebra und Logik der Relative”, Teil I Band 3, Vorlesungen über die Algebra der Logik (exakte Logik), The Nation 62, 330-331 (1896)
- The Regenerated Logic, The Monist 7, 19-40 (CP 3.425-455) (1896)
- The Logic of Relatives, The Monist 7, 161-217 (CP 3.456-552) (1897)
- Fallibilism, Continuity, and Evolution, (CP 1.141-1.175) (1897)
- On Signs. Ground, Object, and Interpretant (MS 798; CP 2.227-229 und 2.444n.l) (1897)
- Multitude and Number (CP 4.170-226) (1897)
- The Categorical and Hypothetical Propositions are one in essence with some connected matters (CP 2.332-339, 278-280, 1.564-567, 2.340-356 Teile; SS1, 230-268) (1897)
- The Cambridge Conferences Lectures of 1898 (CP 1.616-648, 5.574-589, 7.135-140, 1.135-140, 6.66-6.87 (=NAT264-290) , 6.185-213; DLU) (1898)
- Notes for 8 Lectures (N8) (MS 941; CP 6.222-237) (1898)
- Theory and Practice, (CP 1.616-648) (1898)
- Review of: The Story of the Mind. By James Mark Baldwin, The Nation 13. October 1898 (NEM III, 1018-1019) (1898)
- Habit (MS 951, CP 7.468-517) (1898)
- How Did Science Originate (MS 1292; LOS 1122-1124) (1898)
- Logic of Mathematics in Relation to Education: Educational Review, 209-216 (CP 3.553-562) (1898)
- Roger Bacon’s “Opus Majus”, ed. By John Henry Bridges, the American Historical Review 3, 526-528 (1898)
- Note on the Age of Basil valentine, Science 8, 169-176
- Professor Bunsen, Progressive Age: Gas-Electricity-Water 17, 393-394 (1899)
- F.R.L. (First Rule of Logic), manuscript, (CP 1.135-140) (1899)
- On Topical Geometry in General (MS 141; CP 7.524-538) (1899)

### Ab 1900
- Review of ‘The World and the Individual’. By Josiah Royce (CP 8.100-107) (1900)
- Reasoning and Instinct (MS 831; NAT 328-338) (ca. 1900)
- Infinitesimals. A letter to the Editor, Science 11, 430-433 (CP3.563-570) (1900)
- Pearson's Grammar of Science, PSM 58, 296-306 (CP 8.132-156; EP 2 57-66) (1901)
- Henry Steven’s Thomas Harriot, the Mathematician, the Philosopher and the Scholar, The American Historical review 6, 557-561 (1901)
- On the Logic of Drawing History from Ancient Documents Especially from Testimonies (LOS II 705-800; EP2 75-114 Teile; CP 7.162-255) (1901)
- What is a Law of Nature (MS 870; NAT 292-315) (1901)
- The Proper Treatment of Hypotheses: a Preliminary Chapter, toward an Examination of Hume’s Argument against Miracles, in its Logic and in its History (MS 692; LOS2, 890-904) (1901)
- A Definition of Pragmatic and Pragmatism, (CP 5.1-4; SPP 315-318) (1902)
- Practical and Theoretical Belief, (CP 5.538-545; SPP 319-333) (1902)
- Minute Logic I: Intended Characters of this Treatise (CP 2.1-118, SS1 376-408 Teile) (1902)
- Objective Logic (from "Minute Logic"), (CP 2.111-118) (1902)
- Minute Logic II: Pre-logical Notations, 2: Why Study Logic? (CP 2.119-218)
- Minute Logic III, darin: The Simplest Mathematics §1: The Essence of Mathematics (CP 4.227-244) (CP 4.227-323) (1902)
- Minute Logic IV (a digression) (CP 6.349-352) (1902)
- Ultimate Goods (from "Minute Logic"), (CP 1.575-584) (1902)
- Reality and Existence (from "Minute Logic"), (CP 6.349) (1902)
- Direct Knowledge (from "Minute Logic"), (CP 2.140-143) (1902)
- Reason’s Rules (MS 596, CP 5.538-545) (ca. 1902)
- Reason’s Rules (MS 599; SS1 411-430) 1902
- Reason’s Rules (MS 600) 1902 (online)
- The Rules of Right Reasoning (MS 694; SS1 409-411) (1902)
- Laws of Thought, Baldwin’s Dictionary of Philosophy & Psychology I, 641-644 (CP 2.593-600) (1902)
- Leading Principle, Baldwin’s Dictionary of Philosophy & Psychology II (CP 2.588-589) (1902)
- Pragmatic and Pragmatism, Baldwin’s Dictionary of Philosophy & Psychology II, 321-322 (CP 5.1-4; SPP 315-318) (1902)
- Reasoning, Baldwin’s Dictionary of Philosophy & Psychology II (CP 2.773-778) (1902)
- Sign, Baldwin’s Dictionary of Philosophy & Psychology II (CP 2.303-304) (1902)
- Subject (in logic), Baldwin’s Dictionary of Philosophy & Psychology II (CP 2.357) (1902)
- Symbol, Baldwin’s Dictionary of Philosophy & Psychology II (CP 2.307-308) (1902)
- Symbolic Logic or Algebra of Logic, Baldwin’s Dictionary of Philosophy & Psychology II (SS2, 360-372) (1902)
- Truth and Falsity (1) and (2) Error, Baldwin’s Dictionary of Philosophy & Psychology II (CP 5.565-573) (1902)
- Validity, Baldwin’s Dictionary of Philosophy & Psychology II (CP 2.779-781) (1902)
- Multitude (in Mathematics), Baldwin’s Dictionary of Philosophy & Psychology II, 117-118 (mit H.B. Fine) (CP 3.626-631) (1902)
- Logic, Logic (exact), Logical, Logical Diagram (or Graph), Logo-&, Baldwin’s Dictionary of Philosophy & Psychology II, 21-28, 30 (CP 2.203-218, 3.616-625 Teile) (1902)
- Application of C.S. Peirce to the Executive committee of the Carnegie Institution (L 75; Teile in CP 7.158-161 und 8.176n3; NEM4, 13-73 mehr Teile) (1902)
- Lectures on Pragmatism, (EP2, 133-241; zerstückelt CP 5.14-212 sowie 1.322-323 (aus LII); SPP 337-427 Teile, SS1, 431-462 Teile, SPP 337-426 Teile) (1903)
- Logical Tracts. No 2. On Existential Graphs, Euler’s Diagrams, and Logical Algebra (CP 4.418-509; SS2, 98-126 abw. Manuskripte)
- Ideals of Conduct (from the "Lowell Lectures"), (CP 1.591-1.615) (1903)
- The Reality of Thirdness (from the "Lowell Lectures"), (CP 1.343-352) (1903)
- On Some Topics of Logic (Lowell Lectures: Syllabus) (EP258-299 Teile; CP 1.180-202, 2.219-226, 2.274-277, 2.283-284, 2.292-294, 2.309-331, 4.394-417; PLZ 39-50, 54-98, 139-162) (1903)
- Lowell Lectures on Logic (CP 1.15-26, 1.521-544, 1.611-615, 4.510-529, 5.590-604, 6.88-97, 7.110-130, 7.182n7, 8.176; SS2, 83-97, 127-165)
- Telepathy and Perception, (MS 881; CP 7.597-688) (1903)
- Nomenclature and Division of Dyadic Relations, Privatdruck (CP 3.571-587) (1903)
- Nomenclature and Division of Triadic Relations, as far as they are determined (a manuscript continuation of the Syllabus) (CP 2.233-272, PHÄN 121-138) (1903)
- Sketch of Dichotomic Mathematics (MS 4; NEM IV, 285-300) (1903)
- An Attempt to state systematically the Doctrine of the Census in Geometrical Topics or Topical Geometry, more commonly called “Topologie” in German books; Being A Mathematical-Logical Recreation of C.S. Peirce following the lead of J.B. Listing’s paper in the “Göttinger Abhandlungen” (MS 145; NEM II 623-629 und NEM III 762-763; SS2 246-258) (1904)
- Draft of a philosophical autobiography (SS1, 64-75) (1904)
- From a letter dated “1904 Oct. 12” to “My dear Lady Welby” (CP 8.327-341) (1904)
- First Definition of Ordinals (Topics) (MS 44; CP 4.331-340 Teile) (1904)
- Kainá stoixeîa (New Elements) (MS 517; EP2, 300-324; NEM IV 235-264; NAT 339-377) (1904)
- Reason’s Conscience: A Practical Treatise on the theory of Discovery; Wherin logic is conceived as Semeiotic (sic notebooks) (NEM IV 185-216, SS2, 166-237 Teile) (1904)
- Ideas, Stra or Stolen, about scientific writing, No. 1 (MS 774; SS2, 238-245) (1904)
- Logic viewed as Semeiotics, Introduction, Number 2: Phaneroscopy (MS 336; CP 1.285-287 und 1.304 Teile) (1904)
- New Elements (MS 517; EP 300-324; NEMIV 236-263) (1904)
- What Pragmatism Is, The Monist 15, 161-181 (EP2, 331-345; CP 5.411-437; SPP 427-453) (1905)
- Issues of Pragmaticism, The Monist 15, 481-491 (EP2, 346-359; CP 5.438-463; SPP 454-484) (1905)
- Consequences of Critical Common-Sensism, (MS 291; CP 5.502-537; SPP 490-493 Teile) (1905)
- To Signor Calderoni, On Pragmaticism (CP 8.205-213; SPP 577-585) (1905)
- Pragmatism (CP 5.5-10) (1905)
- The Basis of Pragmaticism: Pragmatism and Critical Common-Sensism (MS 282; CP 5.497-501 Teile; SS2, 289-304 andere Teile) (1905)
- The Basis of Pragmaticism in the Normative Sciences (MS 283; EP2, 371-397; CP 1.573-574, 5.549-554, 5448n; SS2, 308-353) (1905)
- The Basis of Pragmaticism (MS 284; CP 1.294-299, 313 und 350-352; SS2, 353-391) (1905)
- Sketch of Some Proposed Chapters on the Sect of Philosophy Called Pragmatism (MS 328; CP 1.126-129 Teile) (1905)
- The Argument for Pragmatism anachazomenally or recessively stated (MS 330; SS3, 229-230) (1906)
- Prolegomena for an Apology to Pragmaticism (Manuscript) (NEM IV 313-330; NAT 316-327; SS3, 119-131) (1906)
- Prolegomena for an Apology to Pragmaticism, The Monist 16, 492-546 (CP 4.530-572; SS3, 132-192) (1906)
- Answers to Questions about my Belief in God (MS 845; CP 6.494-501 und 6.502-521 Teile) (1906)
- Letter to F.C.S. Schiller (L390; CP 8.319-320) (1906)
- Draft of a Letter to Lady Welby, March 9th (S&S 195-201) (1906)
- On the System of Existential Graphs Considered as an Instrument for the Investigation of Logic (MS 499; SS2, 392-413) (1906)
- (PAP) (Draft of Prolegomena) (MS 298; erster Teil: NAT 316-327, zweiter Teil: SS3 119131) (1906)
- Phaneroscopy (MS 298; CP 4.534n1, 4.6-11, 4.553n1, 1306-311) (1906)
- Mr. Peterson’s Proposed Discussion, The Monist 16, 147-151 (CP 5.610-614) (1906)
- A Survey of Pragmaticism, (CP 1.560-562, 5.11-13, 5.464-496; SPP 498-538; SS3, 234-311) (1907)
- Guessing (MS 687; CP 7.36-48 Teile) (1907)
- The Bed-Rock Beneath Pragmaticism (MS 300; SEM3 193-282 Teile; CP 4.561n, 4553n2) (1908)
- From a partial draft of a letter to Lady Welby (CP 8.342-379) (1908)
- A Neglected Argument for the Reality of God, the Hibbert Journal 7, 90-112 (CP 6.452-480) (1908) (wikisource)
- Some Amazing Mazes, The Monist 18, 227-241 (CP 4.585-593) (1908)
- Some Amazing Mazes (Conclusion), Explanation of curiosity the First, The Monist 18, 416-464 (CP 4.594-642) (1908)
- Some Amazing Mazes, A Second Curiosity, The Monist 19, 36-45 (CP 4.643-646) (1909)
- Letter to William James, March 14th , (CP 8.314) (1909)
- Letter to William James, April 1st (C 8.315; SPP 563-565) (1909)
- Draft of a Letter to William James, February 26th (NEM III 836-866; CP 8.177-185 Teile) (1909)
- Some Amazing Mazes, Fourth Curiosity (CP 6.318-348, 4.647-681)
- Vorwort zu: Mein Pragmatismus (SPP 141-148 Teile) (1909)
- Draft of a Letter to „My Dear Dr. Carus“ (CP 8.214-238) (1910)
- A Sketch of Logical Critic, (CP 6.182) (ca. 1911)